# Estación Pintacura
La estación Pintacura fue una estación correspondiente al Longitudinal Norte ubicada en la comuna de Illapel, en la Región de Coquimbo, Chile. Originalmente parte de un ramal que conectaba a las localidades de Choapa e Illapel; actualmente no quedan restos de la estación.

## Historia
La sección de ferrocarril entre la estación Choapa y estación Illapel fue inaugurada en 1909, que era parte del ferrocarril que unía a Limáhuida con Illapel. Dentro de esta sección se encontraba la estación
En algún periodo de tiempo entre 1945 y 1958 la estación ya no era considerada como parte de la red.
La estación fue suprimida mediante decreto del 25 de septiembre de 1959, que autorizó su cierre a partir del 1 de noviembre del mismo año. Actualmente no quedan restos de la estación, un remanente de la vía puede hallarse en el sitio.